# Gunda ochracea
Gunda ochracea är en fjärilsart som beskrevs av Walker 1862. Gunda ochracea ingår i släktet Gunda och familjen silkesspinnare. Inga underarter finns listade i Catalogue of Life.